# Oratório Recreativo Clube
L'Oratório Recreativo Clube, noto anche semplicemente come Oratório, è una società calcistica brasiliana con sede nella città di Macapá, capitale dello stato dell'Amapá.

## Storia
Il club è stato fondato il 15 agosto 1969, dai membri della comunità della chiesa di Nossa Senhora da Conceição. L'Oratório è stato il primo club dell'Amapá a partecipare alla Copa São Paulo de Futebol Júnior, partecipando nel 2001. Ha vinto il Campionato Amapaense nel 2012.

## Palmarès

### Competizioni statali
- Campionato Amapaense: 1

2012